# 鉄力市
鉄力市（てつりょく-し）は、中華人民共和国黒竜江省伊春市に位置する県級市。市人民政府の所在地は鉄力鎮。

## 歴史
市名は渤海により設置されて鉄利府及び遼代の鉄驪部に由来する。
1915年（民国4年）に設置された鉄驪設治局を前身とする。1933年（大同2年）、鉄驪県と、1956年には漢字の簡略化に伴い鉄力県と改称された。1958年に廃止され慶安県に編入されたが、1962年に再設置、1988年には鉄力市と改編され現在に至る。

## 行政区画
3鎮、2郷、1民族郷を管轄する：
- 鎮：鉄力鎮、双豊鎮、桃山鎮
- 郷：工農郷、王楊郷
- 民族郷：年豊朝鮮族郷

## 交通

### 鉄道
- 中国鉄路総公司
  - 中国鉄路ハルビン局集団公司
    - 綏佳線（綏化方面）- 双豊駅（中国語版） - 王楊駅（中国語版） - 鉄力駅 - 桃山駅 - 石長駅（中国語版） - 神樹駅 - 聖浪駅（中国語版） - 界山駅（中国語版） - 小白駅（中国語版） - 朗郷駅（中国語版） -（ジャムス方面）

### 道路
- 高速道路
  - 鶴哈高速道路
- 国道
  -  G222国道

## 健康・医療・衛生
- 鉄力市中医院
- 鉄力市第二中医院